# Гленвуд (тауншип, Миннесота)
Гленвуд (англ. Glenwood) — тауншип в округе Поп, Миннесота, США. На 2000 год его население составило 1004 человека.

## География
По данным Бюро переписи населения США площадь тауншипа составляет 107,6 км², из которых 103,8 км² занимает суша, а 3,8 км² — вода (3,51 %).

## Демография
По данным переписи населения 2000 года здесь находились 1004 человека, 408 домохозяйств и 301 семья.  Плотность населения —  9,7 чел./км².  На территории тауншипа расположено 639 построек со средней плотностью 6,2 построек на один квадратный километр. Расовый состав населения: 98,61 % белых, 0,10 % афроамериканцев, 0,30 % коренных американцев и 1,00 % приходится на две или более других рас. Испанцы или латиноамериканцы любой расы составляли 0,90 % от популяции тауншипа.
Из 408 домохозяйств в 29,7 % воспитывались дети до 18 лет, в 65,9 % проживали супружеские пары, в 4,2 % проживали незамужние женщины и в 26,2 % домохозяйств проживали несемейные люди. 23,8 % домохозяйств состояли из одного человека, при том 13,0 % из — одиноких пожилых людей старше 65 лет. Средний размер домохозяйства — 2,46, а семьи — 2,92 человека.
25,5 % населения — младше 18 лет, 6,4 % — в возрасте от 18 до 24 лет, 21,8 % — от 25 до 44, 29,0 % — от 45 до 64, и 17,3 % — старше 65 лет. Средний возраст — 43 года. На каждые 100 женщин приходилось 103,2 мужчин.  На каждые 100 женщин старше 18 приходилось 102,7 мужчин.
Средний годовой доход домохозяйства составлял 41 481 доллар, а средний годовой доход семьи —  44 605 долларов. Средний доход мужчин —  31 042  доллара, в то время как у женщин — 20 938. Доход на душу населения составил 26 117 долларов. За чертой бедности находились 6,3 % семей и 9,6 % всего населения тауншипа, из которых 12,6 % младше 18 и 7,0 % старше 65 лет.